# Catedral de La Plata
A Catedral de La Plata em La Plata, Argentina, dedicada à Imaculada Conceição, é a 58ª igreja mais alta do mundo. Este edifício neogótico está localizado no centro geográfico da cidade, de frente para a praça central, a Plaza Moreno e a Câmara Municipal.
Inspirado pelas catedrais europeias de Amiens e Colônia, seu projeto foi desenhado pelo arquiteto Ernesto Meyer sob a direção do planejador da cidade, Pedro Benoit. A pedra angular foi colocada em 1884 e foi consagrada como a Paróquia Nossa Senhora dos Dolores em 1902. A igreja paroquial, que continuou em obras, foi designada como uma catedral em 1932.